# Canton de Petit-Bourg
Le canton de Petit-Bourg est une circonscription électorale française située dans le département et région de la Guadeloupe.

## Histoire
- Le canton de Petit-Bourg est créé en 1955. Auparavant, il faisait partie du canton de Lamentin.

- Le canton de Petit-Bourg est modifié par le décret n°85-131 du 29 janvier 1985 créant le canton de Goyave[2].

- Il est à nouveau modifié par le décret du 24 février 2014[1] pris dans le cadre du redécoupage cantonal de 2014 en France.

## Représentation

### Conseillers généraux avant 2015
| Période                                                 | Période | Identité          | Étiquette    | Qualité |
| ------------------------------------------------------- | ------- | ----------------- | ------------ | --- |
| 1955                                                    | 1967    | Omer Ninine       | SFIO         | Avocat Président du conseil général (1951-1952) Maire de Petit-Bourg (1945-1965)                                                  |
| 1967                                                    | 1979    | Mariani Maximin   | UDR puis RPR | Principal de collège Député (1978-1981) Maire de Petit-Bourg (1965-1977)                                                          |
| 1979                                                    | 2004    | Dominique Larifla | PS puis DVG  | Cardiologue (médecin des hôpitaux) Président du conseil général (1985-1998) Sénateur (1995-2004) Maire de Petit-Bourg (1977-2001) |
| 2004                                                    | 2015    | Guy Losbar        | GUSR         | Chef d'entreprise Maire de Petit-Bourg depuis 2008                                                                                |
| Les données antérieures ne sont pas encore mentionnées. |         |                   |              | |

### Conseillers départementaux depuis 2015
| Période élective | Période élective | Mandat | Mandat           | Identité           | Nuance | Nuance | Qualité |
| ---------------- | ---------------- | ------ | ---------------- | ------------------ | ------ | ------ | --- |
| 2015             | 2021             | 2015   | 2021             | Maryse Citronnelle |        | DVG    | Directrice de centre de loisirs Conseillère municipale de Goyave - GUSR                                                               |
| 2015             | 2021             | 2015   | 2015 (démission) | Guy Losbar         |        | DVG    | Responsable d'entreprise, maire de Petit-Bourg Premier vice-président du Conseil régional - GUSR                                      |
| 2015             | 2021             | 2015   | 2021             | Rémy Senneville    |        | DVG    | Journaliste, Goyave - GUSR |
| 2021             | 2028             | 2021   | en cours         | Ferdy Louisy       |        | PS     | Expert-comptable, maire de Goyave, ancien conseiller général du canton de Goyave (2004-2015)                                          |
| 2021             | 2028             | 2021   | en cours         | Jocelyne Unimon    |        | DVG    | Retraitée de la fonction publique hospitalière, 3ème adjointe au maire de Petit-Bourg, Présidente de l'association des femmes du GUSR |

### Résultats détaillés

#### Élections de mars 2015
Lors des élections départementales de 2015, le binôme composé de Maryse Citronnelle et Guy Losbar (DVG) est élu au premier tour avec 71,76 % des voix. Le taux de participation est de 40,50 % (5 594 votants sur 13 812 inscrits) contre 44,45 % au niveau départemental et 50,17 % au niveau national.

#### Élections de juin 2021
Le premier tour des élections départementales de 2021 est marqué par un très faible taux de participation (33,26 % au niveau national). Dans le canton de Petit-Bourg, ce taux de participation est de 28,7 % (4 108 votants sur 14 316 inscrits) contre 30,59 % au niveau départemental. À l'issue de ce premier tour, deux binômes sont en ballottage : Ferdy Louisy et Jocelyne Unimon (Union au centre et à gauche, 63,26 %) et Maryse Citronnelle et Martial, Modeste Taillepierre (Divers, 31,16 %).
Le second tour des élections est marqué une nouvelle fois par une abstention massive équivalente au premier tour. Les taux de participation sont de 34,36 % au niveau national, 37,59 % dans le département et 31,04 % dans le canton de Petit-Bourg. Ferdy Louisy et Jocelyne Unimon (Union au centre et à gauche) sont élus avec 67,36 % des suffrages exprimés (2 642 voix pour 4 445 votants et 14 320 inscrits),,. 

## Composition

### Composition avant 1985
Le canton de Petit-Bourg est composé de deux communes :
- Petit-Bourg,
- Goyave.

### Composition de 1985 à 2015
Le canton n'est plus formé que la portion de territoire de la commune de Petit-Bourg qui n'est pas comprise dans le canton de Goyave.

### Composition depuis 2015
| Nom                                 | Code Insee | Intercommunalité       | Superficie (km2) | Population (dernière pop. légale)                | Densité (hab./km2) | Modifier                                    |
| ----------------------------------- | ---------- | ---------------------- | ---------------- | ------------------------------------------------ | ------------------ | ------------------------------------------- |
| Petit-Bourg (bureau centralisateur) | 97118      | CA du Nord Basse-Terre | 129,88           | Fraction : 11 967 (2022) Commune : 24 299 (2022) | 187                | modifier les données · modifier les données |
| Goyave                              | 97114      | CA du Nord Basse-Terre | 59,91            | 7 640 (2022)                                     | 128                | modifier les données · modifier les données |
| Canton de Petit-Bourg               | 97113      |                        |                  | 19 607 (2022)                                    |                    | modifier les données                        |

Le canton de Petit-Bourg comprend désormais :
1. une commune entière,
2. la partie de la commune de Petit-Bourg non incluse dans le canton de Baie-Mahault-2, soit celle située au sud d'une ligne définie par l'axe des voies et limites suivantes : depuis la limite territoriale de la commune de Lamentin, segment de 2 522 mètres, le cours de la Grande Rivière à Goyaves (direction Sud-Ouest), segment de 994 mètres, le cours d'eau la Petite-Lézarde (direction Nord), le cours d'eau La Lézarde (direction Nord), route nationale 1 (direction Sud), route de Dubos (direction Est), ligne de 850 mètres, rue du Lycée (direction Est), chemin de la Mangrove, rue Marcel-Nitusgo, segment de 115 mètres prolongé jusqu'au littoral.

## Démographie
En 2022, le canton comptait 19 607 habitants, en évolution de +0,64 % par rapport à 2016 (Guadeloupe : −2,67 %, France hors Mayotte : +2,11 %).
| 2013   | 2018   | 2022   |
| ------ | ------ | ------ |
| 19 883 | 19 441 | 19 607 |